# St.-Michaelis-Kirche (Kranichfeld)

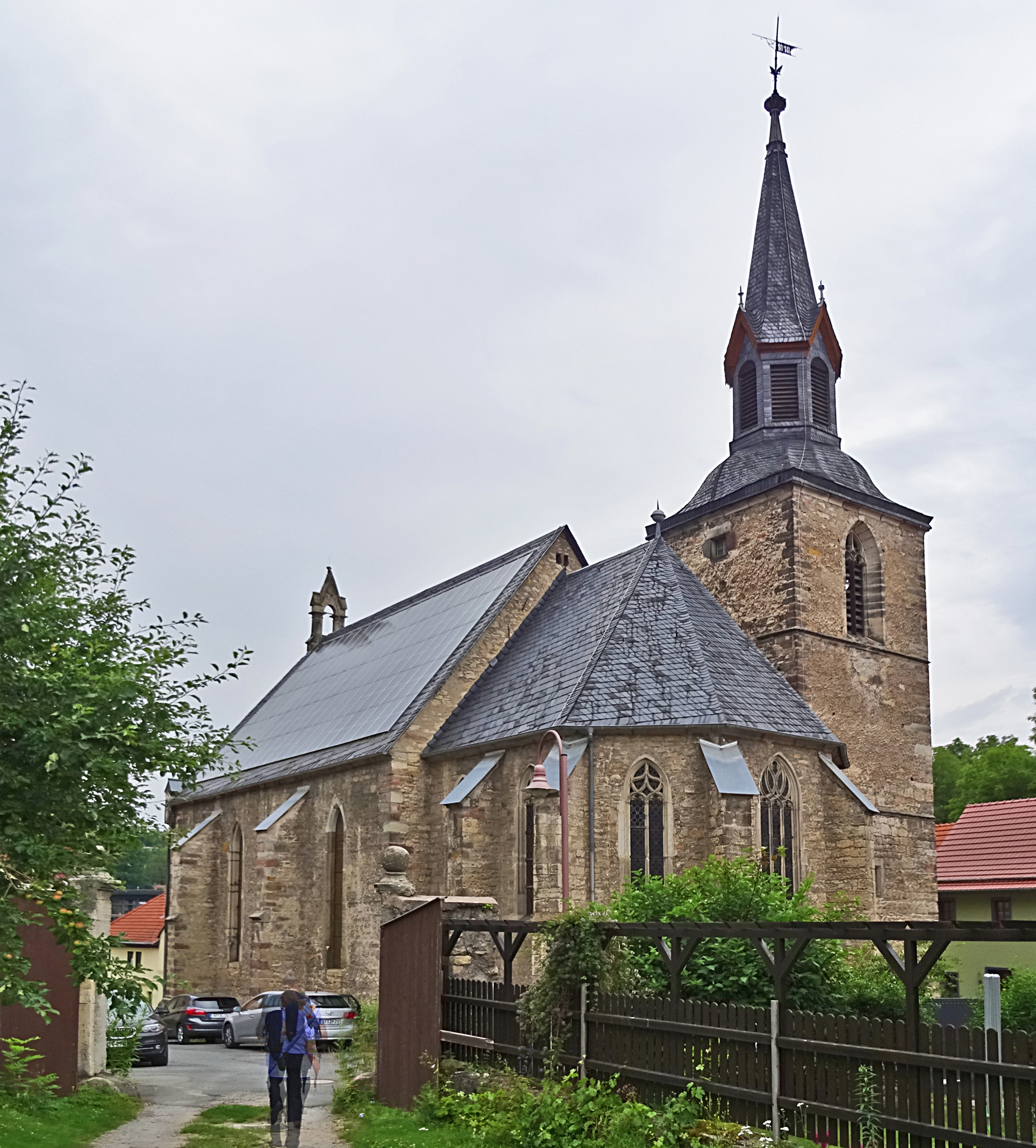
Michaeliskirche

Die evangelische St.-Michaelis-Kirche steht in Kranichfeld im thüringischen Kreis Weimarer Land. Sie gehört zur evangelisch-lutherischen Kirchengemeinde Kranichfeld im Kirchenkreis Weimar der Evangelischen Kirche in Mitteldeutschland.

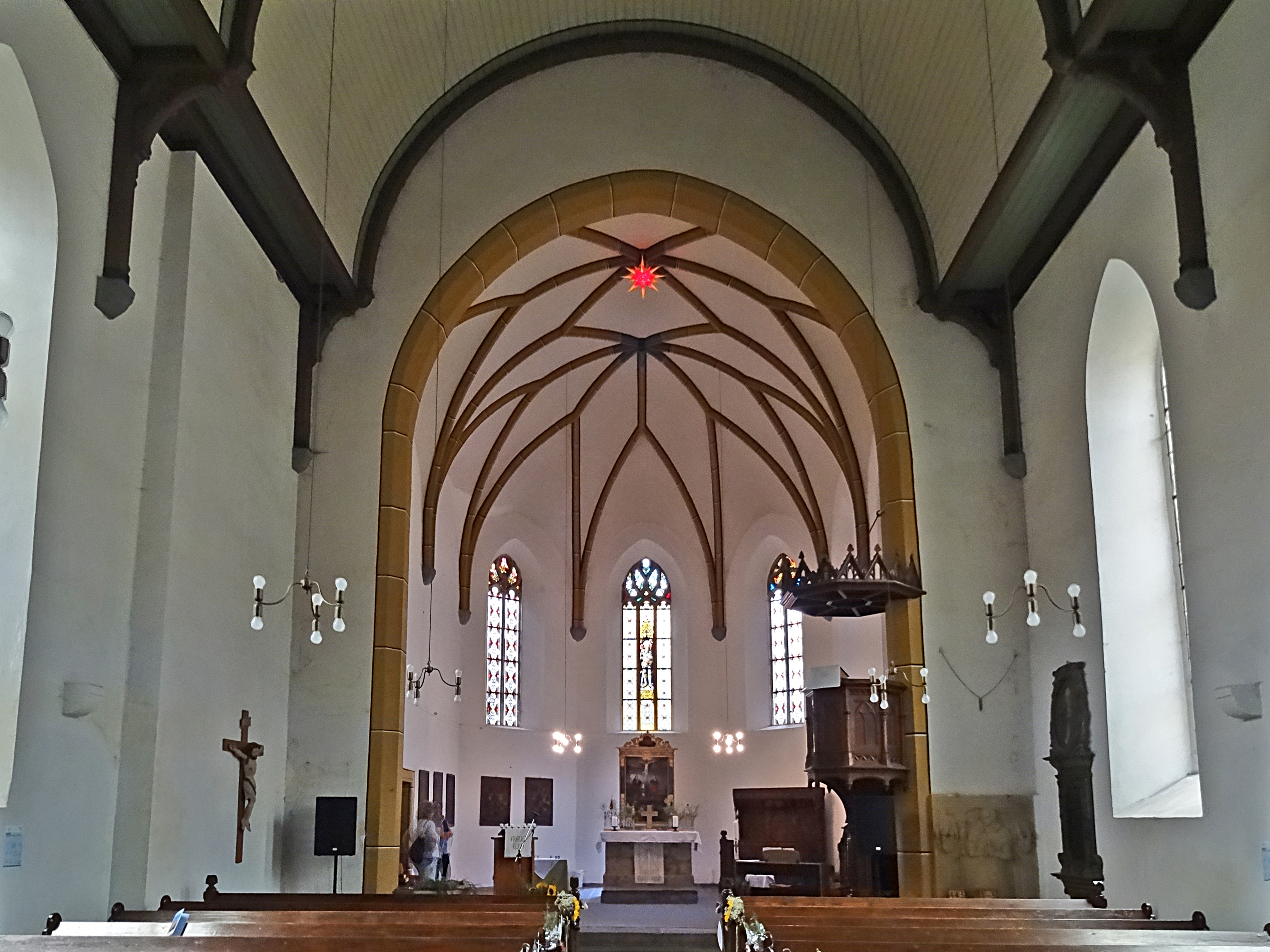
Innenansicht

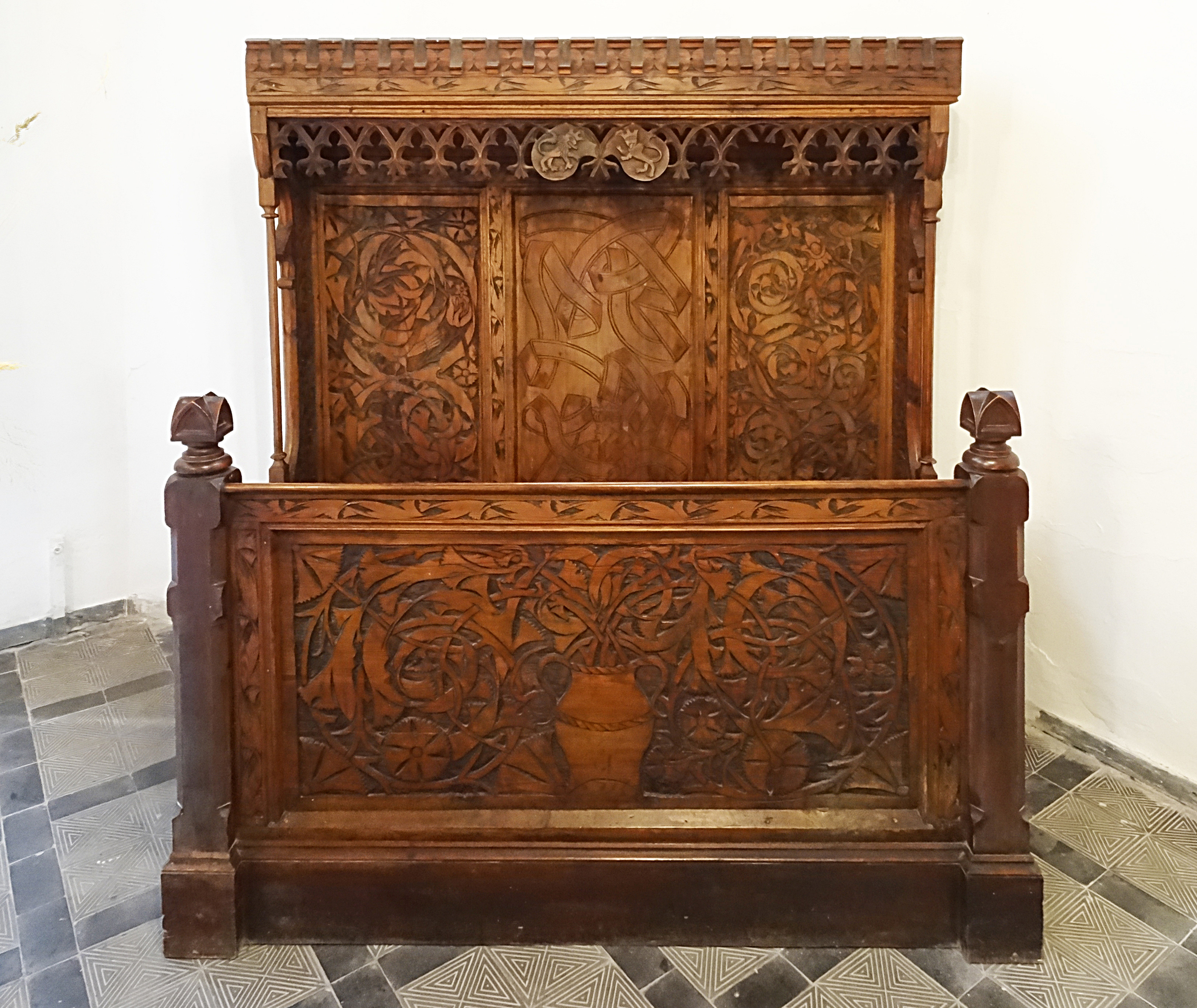
Historisches Chorgestühl

## Geschichte
Erste urkundliche Erwähnung fand die Kirche bereits im 13. Jahrhundert. Um 1340 wurde sie als Hauptkirche bezeichnet. Kranichfeld gehörte zum Archidiakonat St. Mariae in Erfurt und somit zu Kurmainz. Ende des 15. Jahrhunderts war die Kirche baufällig und zu klein geworden für die wachsende Gemeinde. Mit Mitteln aus mehreren zwischen 1493 und 1496 in Thüringen gesammelten Kollekten konnte eine einem Neubau nahekommende Erneuerung der Kirche im spätgotischen Stil vorgenommen werden. Der Mainzer Weihbischof und Generalvikar Johannes Bonemilch weihte das Kirchengebäude am 24. und 25. August 1499. Das Kircheninnere erfuhr in den Jahren 1703 und 1704 eine Erneuerung. Nach kurzzeitiger Sperrung wegen Einsturzgefahr wurde die Kirche 1889 unter der Leitung des Herzoglichen Landbaumeisters Rommel aus Saalfeld umfangreich restauriert. 1906 wurde eine elektrische Beleuchtungsanlage in Gebrauch genommen. Eine erneute Innenrenovierung wegen Nässeschäden im Altarraum erfolgte 1934. Durch die Sprengung der Kirchbrücke am 12. April 1945 zersprangen alle Fenster im Kirchenschiff. Zudem wurden Dach und Turm mit Turmknopf in Mitleidenschaft gezogen. Sofortige Ausbesserungen und Fenstererneuerungen verhinderten weitere Schäden. Das gläserne Lutherbild über der Tür und der Rosette wurde 1948 eingebaut und der Turmknopf 1949 repariert.
Wesentlich umgestaltet wurde der Innenraum bei den zuletzt durchgeführten Renovierungen der Jahre 1976 und 1977, gefolgt von der Kirchweihe am 18. September 1977 durch den emeritierten Landesbischof Ingo Braecklein.

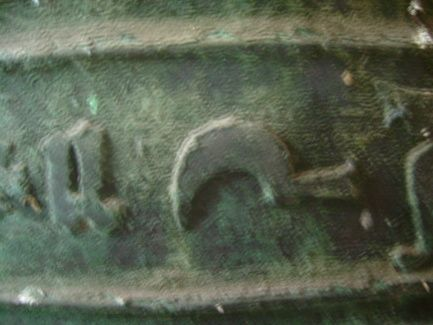
Gießerzeichen

## Glocken
Die erste Glocke für die neue Kirche wurde 1520 von Heinrich C(Z)ieg(e)ler (Erfurt) gegossen, eine zweite im Jahre 1622 von Hieronymus Moering[k] (Erfurt). 1746 ergänzte Paul Hiob Hahn (Gotha) das Geläut um eine dritte. Für zwei zu Beginn des Ersten Weltkriegs eingeschmolzene Glocken wurden 1921 zwei Eisenhartgussglocken der Firma Schilling & Lattermann (Apolda und Morgenröthe) angeschafft. Die große Glocke wurde weder im Ersten noch im Zweiten Weltkrieg abgegeben und ist immer noch im Gebrauch. 1917 lieferte Hermann Dörnfeld für diese die Uhrschlagglocke ab und im Zweiten Weltkrieg widersprach Ernst Dörnfeld der Ablieferung. Die Glocke durfte bleiben und ist heute eine der bedeutendsten im Kirchspiel. Zwischen einem runden Reifen oberhalb und zwei runden Reifen unterhalb ist auf ihrer Schulter vermerkt: /Anno d[o]m[ini] m v xx consolor viva mortva fleo pello nociva sancte michael o p n [Sichel]/ [Sichel = Gießerzeichen C(Z)ieg(e)lers)] Diese Sichel ist nur auf wenigen Glocken zu finden. Ihre Flanke wird von vier Reliefdarstellungen geschmückt: die Anbetung der Weisen, Ecce homo, Christus am Kreuz in romanischer Darstellung und in archaischer Auffassung.

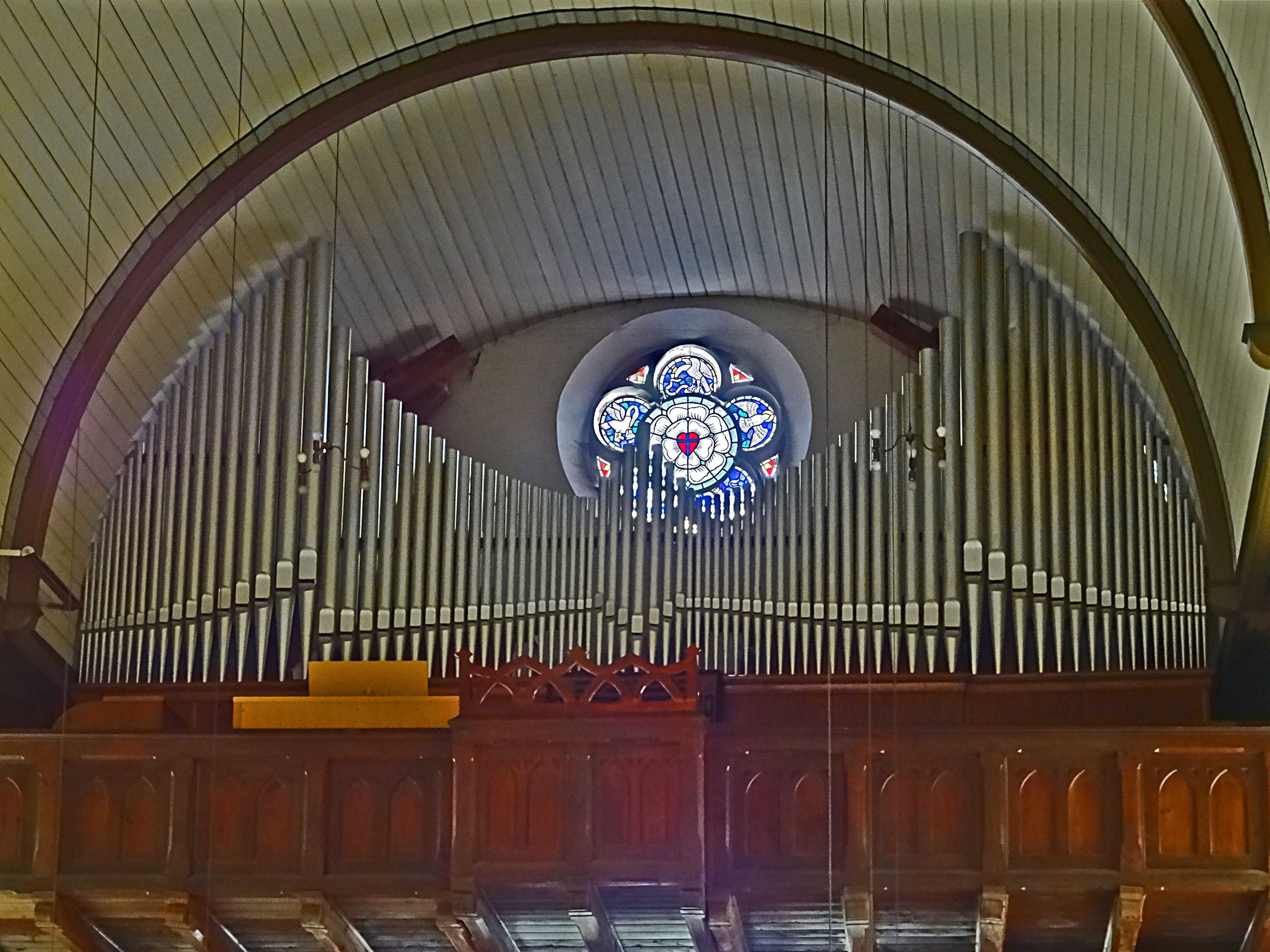
Rosettenfenster und Orgel

## Orgel
1735–1738 baute der Buttelstedter Johann Francke eine neue Orgel, ein achtfüßiges Werck von zweyen Clavieren, hat 22 Register mit Inbegriff des Tremulants und Cymbel-Rades. (Orgelgutachten; in Sammlung verschiedener Nachrichten Gotha) Für diese wurde eine Extraempore errichtet. Es wird vermutet, dass 1889/90 die Gebr. Poppe (Roda) eine neue Orgel erbauten. 1934/35 schuf Gerhard Kirchner (Weimar) als Werkstattvertreter der Firma Wilhelm Sauer (Frankfurt/Oder) ein neues Instrument mit 22 Registern, dessen Pneumatik 2000 verbraucht war.

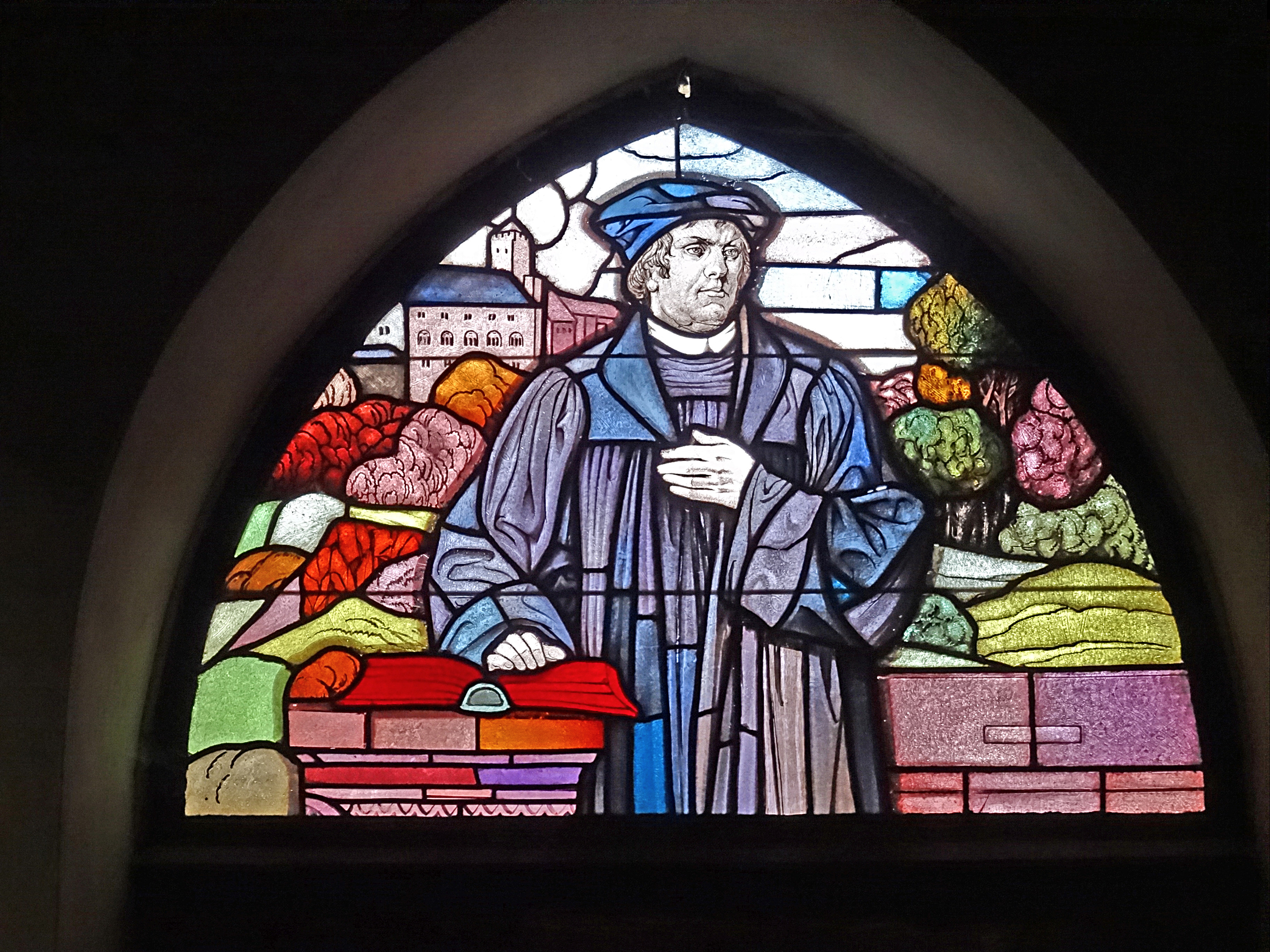
Lutherfenster über dem Westportal

## Ausstattung
Eine Grabplatte der Gräfin Walpurga von Gleichen stammt von 1507, weitere Grabsteine und Epitaphe stammen aus dem 16. bis 18. Jahrhundert.
Seit 1998 hat der Turm eine funkgesteuerte Uhr mit beleuchtetem Zifferblatt.